# Obrigação do Tesouro Nacional
Obrigação do Tesouro Nacional é um título da dívida pública que foi emitido no Brasil entre 1986 e 1989. Substituiu a Obrigação Reajustável do Tesouro Nacional (ORTN).
A OTN foi instituída durante a vigência do Plano Cruzado e teve o seu valor congelado durante 12 meses. A partir daí, passou a ter o seu valor reajustado mensalmente. Foi extinta pelo Plano Verão e substituída pelo Bônus do Tesouro Nacional (BTN), à razão de 6,17 OTN para cada BTN.

## Conversão
A OTN é índice referido pela legislação brasileira, como por exemplo, a Lei 6.858/80 que autoriza a expedição de alvarás judiciais para recebimento de valores de pessoas falecidas por seus herdeiros independentemente de inventário com limite de 500 OTNs.
A partir de junho de 2010, o valor de 50 OTNs, critério adotado pelo STJ, constante do mês de referência de dezembro de 2000 (R$ 328,27) será corrigido pelo IPCA-E (IBGE) - BACEN.
Com base neste julgado, uma OTN em dezembro de 2000 foi avaliada em R$6,5654. Este valor deve ser corrigido pelo IPCA-E, que em junho de 2020 gera o valor de R$ 20,88656. Assim, 500 OTNs valem R$ 10.443,28.
Outra forma de calcular é pela conversão da moeda, a Lei 7.730 de março de 1989, que extinguiu a OTN, estipulou que o valor da OTN no mês janeiro de 1989 era de NCz$ 6,17. Tendo-se 500 OTNs será 500 X 6,17 = NCz$ 3.085,00 (ou Cz$ 3.085.000,00).